# Jose Chung's From Outer Space
«Jose Chung's From Outer Space» es el vigésimo episodio de la tercera temporada de la serie de televisión de ciencia ficción The X-Files. El episodio se emitió por primera vez en los Estados Unidos el 12 de abril de 1996, en la cadena Fox. Fue escrito por Darin Morgan y dirigido por Rob Bowman. «Jose Chung's From Outer Space» obtuvo una calificación Nielsen de 10,5, siendo visto por 16,08 millones de personas en su transmisión inicial, y también recibió elogios de la crítica.
El programa se centra en los agentes especiales del FBI Fox Mulder (David Duchovny) y Dana Scully (Gillian Anderson) que trabajan en casos relacionados con lo paranormal, llamados expedientes X. En este episodio, Mulder y Scully escuchan e investigan rápidamente una historia sobre la abducción extraterrestre de dos adolescentes. Cada testigo brinda una versión diferente de los mismos hechos. Dentro del episodio, un novelista de suspenso, Jose Chung, escribe un libro sobre el incidente.
El episodio es un episodio independiente de The X-Files. Si bien sigue el patrón normal del monstruo de la semana del programa, presenta más humor que el típico a través de la manipulación del punto de vista, lo que lleva a múltiples recuentos de ciertos eventos con diversos grados de narradores poco confiables.

## Argumento
En el condado de Klass, Washington, una pareja de adolescentes, Harold y Chrissy, regresan de una cita una noche. Después de que su automóvil se detiene repentinamente, ven un ovni y son capturados por un par de extraterrestres grises. Sin embargo, los extraterrestres grises pronto se enfrentan a un tercer extraterrestre gigante de otra raza, momento en el que los grises aterrorizados se comunican entre sí en un inglés perfecto.
En un momento posterior, la agente Dana Scully (Gillian Anderson) es entrevistada sobre el caso por el famoso autor Jose Chung (Charles Nelson Reilly), quien está investigando para un libro que está escribiendo sobre abducciones extraterrestres y fenómenos ovni. Scully señala que Chrissy fue encontrada con toda su ropa al revés, al parecer víctima de una violación en una cita. Al ser interrogado, Harold afirma que no la violó, pero que ambos fueron abducidos por extraterrestres. El malhablado detective local, Manners (cuya blasfemia se reemplaza con humor por palabras como «bip» y «en blanco»), no cree su historia, pero el agente Fox Mulder (David Duchovny) hace que Chrissy se someta a hipnosis, en la que describe estar en una nave espacial rodeada de extraterrestres. Harold afirma haberse encontrado con un extraterrestre gris fumador de cigarrillos dentro de la nave, quien repetía constantemente: «Esto no está sucediendo». Mulder está convencido de que Chrissy y Harold fueron abducidos por extraterrestres, pero Scully cree que es más plausible que los dos adolescentes simplemente hayan tenido relaciones sexuales consensuales y estén luchando para lidiar con las consecuencias emocionales.
Luego, los agentes hablan con un liniero de la compañía de energía eléctrica llamado Roky Crikenson, quien afirma que fue testigo de la abducción de Chrissy y Harold, y luego convirtió el relato de su testigo ocular en un guion. Él relata una extraña visita a su casa de un par de hombres vestidos de negro, quienes le dijeron que el ovni que creía haber visto la noche anterior era simplemente el planeta Venus, y lo amenazaron con matarlo si le decía a alguien lo contrario. El guion de Roky describe su encuentro con el tercer extraterrestre (que se hace llamar Lord Kinbote), quien lo llevó al centro de la Tierra y le dijo a Roky que tenía una gran misión para él. Al contarle la versión de los hechos de Roky a José Chung, Scully explica que Roky tiene una «personalidad propensa a la fantasía». Mulder, sin embargo, piensa que la historia de Roky contiene algunas verdades parciales y decide volver a hipnotizar a Chrissy. Esta vez, Chrissy afirma que fue capturada por el ejército de los Estados Unidos, no por extraterrestres, y le lavaron el cerebro para que creyera que fue abducida.
Chung habla con un fanático de la ciencia ficción y de Dungeons & Dragons, Blaine, que frecuentemente deambula por los bosques del condado de Klass por la noche en busca de ovnis. Como Blaine le dice a Chung, una noche encontró un cuerpo extraterrestre que posteriormente fue recuperado por Mulder, Scully y el Detective Manners. Blaine piensa que Mulder y Scully son un par de hombres vestidos de negro. Afirma que Mulder no tenía emociones, pero gritó cuando vio al extraterrestre, y que Scully, a quien Blaine creía que era un hombre vestido de mujer, lo amenazó y le dijo que no hablara con nadie sobre el cuerpo extraterrestre. Mulder le permite a Blaine grabar en video a Scully realizando una autopsia del extraterrestre, que se lanza rápidamente como un video «documental» que es narrado por «Stupendous Yappi». La autopsia revela que el extraterrestre es en realidad un piloto de la Fuerza Aérea disfrazado, quien está muerto. Sus superiores llegan para reclamar el cuerpo, pero lo encuentran perdido. Mulder engaña a los oficiales militares para que revelen la identidad de un segundo piloto de la Fuerza Aérea desaparecido, el teniente Jack Schaefer.
Como Mulder lo recuerda, esa noche encontró a Schaefer en un estado de aturdimiento, caminando desnudo por una carretera en el condado de Klass. Después de conseguirle algo de ropa, Mulder lleva a Schaefer a un restaurante, donde el piloto explica que él y su compañero estaban vestidos como extraterrestres mientras volaban un vehículo militar secreto de los Estados Unidos diseñado para parecerse a un ovni. Él piensa que él, su pareja y los dos adolescentes fueron abducidos por extraterrestres reales en un ovni real, pero Schaefer tampoco está seguro de si su entorno es real o una alucinación, y le dice a Mulder que puede que ni siquiera exista él mismo, ya que no puede estar seguro. Sus superiores pronto vienen a llevárselo; antes de salir del comedor con el oficial militar, le dice a Mulder «soy hombre muerto». El cocinero del comensal, sin embargo, tiene una versión diferente de la historia. Le dice a José Chung que Mulder estaba en el restaurante solo esa noche sin nadie más, y que seguía haciéndole preguntas extrañas al cocinero sobre ovnis y abducciones extraterrestres mientras ordenaba trozo tras trozo de pastel.
Después de salir del restaurante, Mulder regresa a su motel y encuentra a los hombres de negro vistos antes (interpretados por Jesse Ventura y Alex Trebek), en la habitación de Scully. Scully parece estar en trance y no recuerda haber visto a los hombres de negro. A la mañana siguiente, Mulder, Scully y el Detective Manners se enteran del accidente de un avión de la Fuerza Aérea y se dirigen al lugar del accidente, donde se recuperan los cadáveres de los dos pilotos de la Fuerza Aérea que conocieron antes. Mulder visita a Chung, suplicándole que no publique el libro, ya que desacreditará aún más a los investigadores y testigos de ovnis al hacerlos parecer ridículos. Chung despide a Mulder y publica el libro de todos modos, que Scully lee en su oficina. En su libro, Chung describe el destino de las diversas personas que entrevistó: Roky se mudó a California y fundó un culto espiritual basado en las enseñanzas que cree que recibió de Lord Kinbote, Blaine lo reemplazó como liniero de la compañía eléctrica y continúa buscando ovnis la mayoría de las noches, Mulder (a quien Chung describe como «una bomba de relojería de locura») mira imágenes de video de Pie Grande, y Harold profesa su amor por Chrissy, quien lo rechaza por ser demasiado inmaduro, ya que su experiencia ovni le ha dado una nueva compromiso con la filantropía y la ayuda a la humanidad. La voz en off termina con Chung concluyendo que la evidencia de vida extraterrestre sigue siendo esquiva.

## Producción

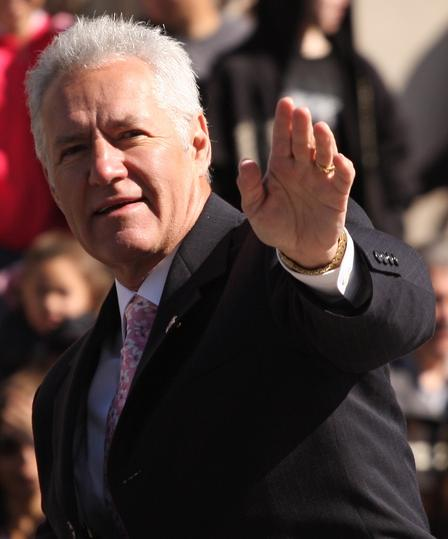
El presentador de Jeopardy! Alex Trebek aparece como uno de los Hombres de Negro.

El escritor Darin Morgan había desarrollado ideas disparatadas que eventualmente se fusionarían en «Jose Chung's From Outer Space», mucho antes de que se escribiera el guion. El escritor se inspiró tanto en los trabajos que había leído sobre hipnosis como en la teoría de que los ovnis son naves reales que pueden manipular el espacio y el tiempo, pero no son piloteados por extraterrestres sino por el ejército estadounidense. El estilo narrativo único del episodio fue influenciado por una sesión de casting a la que Morgan había asistido en la que un actor había imitado el estilo vocal de Truman Capote. Morgan poco después desarrolló una idea sobre un escritor, José Chung, cubriendo un archivo X. Morgan quería contratar a Rip Taylor para el papel, pero no estaba disponible, por lo que el papel terminó yendo a Charles Nelson Reilly. Jesse Ventura fue elegido como uno de los hombres de negro, mientras que Alex Trebek interpretó al otro. (El propio Morgan había querido a Johnny Cash para el papel). Lord Kinbote fue interpretado por el especialista de la serie Tony Morelli.
El episodio contiene una serie de referencias y bromas internas. El condado de Klass fue nombrado en honor al escéptico Philip J. Klass, cuyo argumento de que la mayoría de los avistamientos de ovnis son en realidad el planeta Venus se invoca directamente en el episodio. Los pilotos disfrazados de extraterrestres recibieron el nombre de los autores Robert Sheaffer y Jacques Vallee, que escribieron a menudo sobre el fenómeno ovni. El Sargento de la Fuerza Aérea Hynek fue nombrado en honor al investigador de ovnis Dr. J. Allen Hynek. El personaje de Roky Crikenson lleva el nombre del músico Roky Erickson, a quien se le diagnosticó esquizofrenia paranoide y era conocido tanto por su comportamiento errático como por sus afirmaciones fantásticas. Chung le da a Mulder el seudónimo de Reynard, en honor al legendario zorro del folclore francés. El video de la autopsia extraterrestre, Dead Alien! Truth or Humbug?, hizo referencia tanto al primer episodio de Morgan para la serie, «Humbug», así como al video real Alien Autopsy: Fact or Fiction emitido por Fox en 1995. El detective Manners recibió su nombre en honor al director de la serie, Kim Manners, y la tendencia del personaje a maldecir estuvo directamente influenciada por su homólogo de la vida real. Se ve a Blaine usando una camiseta impresa con el logo de la serie de televisión Space: Above and Beyond. El teniente Schaefer empujando distraídamente sus papas en forma de montaña es una referencia sutil a la película Encuentros cercanos del tercer tipo (1977). El trabajo de Roky como liniero de una compañía eléctrica también alude a Encuentros cercanos, ya que Roy Neary, el personaje interpretado por Richard Dreyfuss, ocupaba el mismo puesto. La portada del libro de Jose Chung hace referencia a la portada del libro Comunión de Whitley Strieber de 1987. Lord Kinbote fue un homenaje a Ray Harryhausen, un animador de stop-motion, con el metraje del personaje filmado a alta velocidad, que luego fue editado y ralentizado manualmente en posproducción, creando la ilusión de que fue creado mediante stop-motion.
Este episodio sería el último de Darin Morgan para la serie antes de su resurgimiento en 2016. El escritor afirmó que no podía seguir el ritmo frenético del programa, aunque más tarde escribiría el episodio similar «Jose Chung's Doomsday Defense». para la serie de televisión Millennium.

## Recepción
«Jose Chung's From Outer Space» se estrenó en la cadena Fox el 12 de abril de 1996. Este episodio obtuvo una calificación Nielsen de 10,5, con una participación de 19, lo que significa que aproximadamente el 10,5 por ciento de todos los hogares equipados con televisión, y el 19 por ciento de los hogares que ven televisión, sintonizaron el episodio. Esto totalizó 16,08 millones de espectadores.
El elenco y el equipo de The X-Files reaccionaron positivamente al episodio. Gillian Anderson citó el episodio como uno de sus aspectos más destacados de la tercera temporada. Ella dijo que el episodio fue como un postre, y agregó: «Eso es lo que lo hizo divertido y eso es lo que hizo que valiera la pena hacerlo todo el tiempo». Chris Carter dijo sobre el escritor Darin Morgan: «fue una maravillosa coincidencia de tiempo, talento y el éxito del programa, lo que le permitió extenderse en una dirección en la que nunca hubiera podido hacerlo si hubiera tenido menos éxito o si hubiera sido un programa más joven. Darin es una mente cómica verdaderamente original. No conozco a nadie en el mundo trabajando en cine, y eso es en lo que trabajamos aquí a pesar de que aparece en la televisión, quién tiene la voz que tiene Darin. Es uno entre muchos millones». El coproductor Paul Rabwin dijo sobre el episodio: «Un clásico instantáneo. Uno de esos episodios seminales. Cuando la gente habla de The Twilight Zone, dice “¿Recuerdas ‘Eye of the Beholder’? ¿O ‘Trouble with Tribbles’ en el Star Trek original?”. “Jose Chung” será uno de esos episodios que será reverenciado de inmediato». El subdirector Tom Braidwood apreció la presencia de Charles Nelson Reilly, diciendo que cautivó a prácticamente todos y les dio un empujón a todos, apodando a todos los miembros del equipo. El productor ejecutivo Robert Goodwin dijo que el papel de Reilly fue lo más divertido del episodio.
«Jose Chung´s From Outer Space» también recibió elogios de la crítica. El autor Phil Farrand calificó el episodio como su episodio favorito de las primeras cuatro temporadas en su libro The Nitpickers Guide to the X-Files. Entertainment Weekly le dio al episodio una A, escribiendo «Una serie tan lista para parodiar brillantemente cambia las tornas sobre sí misma. Dos (de muchos) momentos dignos de carcajadas: el chillido de Mulder y el extraterrestre fumando». La crítica Emily VanDerWerff de The A.V. Club le dio al episodio una rara A+ y escribió que el episodio «es uno de los mejores episodios de televisión que he visto en mi vida, pero no estoy seguro de que sea un episodio fantástico de The X-Files. [...] Si The X-Files eran una novela de El Señor de los Anillos, luego “Jose Chung” sería su primer apéndice, una fuente que está enamorada del texto principal y es a la vez crítico con él, un lugar donde las preocupaciones humanas reales se arrastran alrededor delos límites de las gélidas inverosimilitudes del programa». El colega de VanDerWerff, Zack Handlen, escribió que el episodio fue «brillante», pero no sintió que fuera tan satisfactorio como esperaba porque no contribuyó a la serie en su conjunto. El sitio web de reseñas IGN lo nombró el cuarto mejor episodio independiente de X-Files de toda la serie, escribiendo: «Fue “Jose Chung's From Outer Space” en la temporada 3 lo que demostró que X-Files podía crear una verdadera obra maestra de comedia que rompió casi por completo del formato y tono habituales del programa». Den of Geek lo enumeró como el décimo mejor episodio de la serie.